# Distrito de Polonnaruwa
Polonnaruwa es un distrito de Sri Lanka en la provincia Central del Norte. Código ISO: LK.PR.
Comprende una superficie de 3 403 km².
El centro administrativo es la ciudad de Polonnaruwa.

## Demografía
Según estimación 2010 contaba con una población total de 410 000 habitantes, de los cuales 196 000 eran mujeres y 214 000 varones.